# Informationsbrief Ausländerrecht
Der Informationsbrief Ausländerrecht (Abkürzung: InfAuslR) ist eine monatlich erscheinende deutsche Fachzeitschrift für ausländerrechtliche Fragen. Sie erscheint im Luchterhand Fachverlag in Bonn. Die ursprünglichen Herausgeber waren Gerhard Strate, Rolf Gutmann und Georg Albrecht. Seit der Ausgabe 7–8/2023 sind die neuen Herausgeber Carina Druschke, Philipp Wittmann und Sebastian Röder. Die erste Ausgabe erschien im Jahre 1979. Die Auflage beträgt 2.100 Exemplare.
Der Informationsbrief Ausländerrecht veröffentlicht Abhandlungen und Gerichtsentscheidungen zu den Themenkreisen Menschenrechte, Freizügigkeitsrecht/EU, Aufenthaltsrecht (Ausländerrecht), Abschiebungshaftrecht, Staatsangehörigkeitsrecht, Arbeits- und Sozialrecht sowie Flüchtlingsrecht.
Die Rechtsprechung wird durch Urteilsanmerkungen zum Teil kritisch begleitet.

## Weblink
- Eintrag im Katalog der Deutschen Nationalbibliothek, abgerufen am 21. Februar 2013.